# Hilarigona cupari
Hilarigona cupari är en tvåvingeart som beskrevs av Smith 1962. Hilarigona cupari ingår i släktet Hilarigona och familjen dansflugor. Inga underarter finns listade i Catalogue of Life.